# Guvid cu cap mare
Guvidul cu cap mare (Ponticola eurycephalus) este un pește mic marin și dulcicol, din familia gobiide, care trăiește pe fundurile pietroase în mare aproape de țărm, în lagune salmastre, estuare și cursurile inferioare ale râurilor mari. Intră rar în apele dulci. Este răspândit în bazinele Mării Azov și nordului Mării Negre din Bulgaria până în estul Crimeei, în apele dulci numai în Delta Dunării. În România în Delta Dunării: pe șenalul Dunării, de la vărsare și până la cca. 5 km amonte de orașul Tulcea. În Republica Moldova este semnalat sporadic în lacul Cuciurgan, limanul și delta Nistrului, și în albia sectorului de mijloc a Nistrului (orașul Soroca).